# Resor državne bezbednosti

Abzeichen des RDB.

Das Resor državne bezbednosti (serbisch-kyrillisch Ресор државне безбедности; Ressort für Staatssicherheit), kurz RDB (РДБ), vereinfacht auch Državna bezbednost (Државна безбедност; Staatssicherheit), kurz DB (ДБ) genannt, war die Geheimpolizei der Bundesrepublik Jugoslawien und wurde am 13. März 1991 als Nachfolger des SDB („UDBA“) gegründet.
Der RDB mit Hauptsitz in Belgrad unterstand dem jugoslawischen Innenministerium. Im Juli 2002 wurde der RDB aufgelöst und als Nachfolger am 1. August 2002 die Bezbednosno-informativna agencija (BIA) als Geheimdienst Serbiens gegründet.

## Geschichte

### Jugoslawienkriege
Während der Jugoslawienkriege wurden unter dem RDB-Direktor Jovica Stanišić (* 1950) verschiedene paramilitärische Einheiten wie die „Knindže“, die Serbische Freiwilligengarde und die „Skorpione“ durch den oder mit Hilfe des RDB aufgestellt, die für zahlreiche Kriegsverbrechen an nicht-serbischen Personen verantwortlich waren und dem RDB unterstanden. Die 1991 aufgestellten „Roten Barette“ wurden um 1996 offiziell zur Einheit des RDB. Deren letzter Kommandant war der ehemalige Fremdenlegionär Milorad Ulemek „Legija“ (* 1968), der als Mitglied des „Zemun-Clans“ die Ermordung des serbischen Ministerpräsidenten Zoran Đinđić (1952–2003), veranlasst haben soll.

### Direktoren
- 31. Oktober 1990 – 30. Dezember 1991: Zoran Janaćković (1939–2015)
- 1. Januar 1992 – 26. Oktober 1998: Jovica Stanišić (* 1950)
- 27. Oktober 1998 – 25. Januar 2001: Radomir Marković (* 1946)
- 26. Januar 2001 – 15. November 2001: Goran Petrović (* 1961)
- 15. November 2001 – 1. August 2002: Andreja Savić (* 1947)